# ウミウ
ウミウ（海鵜、Phalacrocorax capillatus）は、カツオドリ目ウ科ウ属に分類される鳥類。

## 分布
ロシア南東部、大韓民国、朝鮮民主主義人民共和国、中華人民共和国東部、日本。
日本では、九州以北の海岸で局地的に繁殖し、繁殖地付近では留鳥として周年生息する。それ以外の海岸には越冬のため冬鳥として飛来し、南西諸島まで記録がある。

## 形態
全長84-92cm。翼開長133-152cm。体重2-3kg。全身は緑色の光沢がある黒い羽毛に覆われる。
嘴基部周辺は羽毛がなく、白と黄色の皮膚が露出する。黄色部は三角形状に尖る。嘴の色彩は黒みを帯びた黄色。
夏羽は頭部と大腿部に白い羽毛が生え、腰に白い斑紋が入る。幼鳥は全身が黒褐色の羽毛で覆われ、下面が白い羽毛で被われる個体もいる。

## 生態
岩礁海岸に生息する。
食性は動物食で、主に魚類を食べる。
繁殖形態は卵生。小規模な集団繁殖地（コロニー）を形成する。海岸にある断崖の隙間に枯草や海藻を組み合わせた皿状の巣を作り、5-7月に1回に4-5個の卵を産む。雌雄交代で抱卵し、抱卵期間は約4週間。雛は孵化してから47-60日で巣立つ。

## 人間との関係
日本での鵜飼いには本種が用いられるが、中国ではカワウが用いられる。これは本種がカワウより大きいこと、中国では本種よりカワウが多いことによる。
日本では1934年に壁島（山口県）が「壁島ウ渡来地」、1945年に照島（福島県）が「照島ウ生息地」として越冬地が、1972年に粟島（新潟県）が「粟島のオオミズナギドリおよびウミウ繁殖地」として繁殖地が国の天然記念物に指定されている。
全国で唯一のウミウの捕獲・供給地が伊師浜海岸（茨城県）にあり、全国12箇所の鵜飼地のうち、長良川をはじめとする11箇所へ供給している。